# Медаль «19 февраля 1861 года»
Медаль «19 февраля 1861 года» — медаль Российской империи, единственным награждённым которой был Александр II.

## Основные сведения
Медаль «19 февраля 1861 года» учреждена по указу Александра II в апреле 1861 года в ознаменование проведения крестьянской реформы. 3 мая 1861 года утверждён рисунок медали. Название медали прямо относится к дате выхода Манифеста об отмене крепостного права. Единственным награждённым этой медалью стал сам император (или, по крайней мере, ничего не известно об иных награждениях). В Госархиве России сохранился послужной список, согласно которому 17 мая 1861 года Александр II «Возложил на Себя золотую медаль на Александровской ленте Высочайше утверждённую в память освобождения крестьян из крепостной зависимости». Для чиновников, работавших над проведением реформы, была учреждена другая медаль — медаль «За труды по освобождению крестьян».

## Описание медали
Медаль в форме диска сделана из золота. Диаметр 28 мм. Гурт гладкий. Дизайн медали близок к таковому у медали «В память Отечественной войны 1812 года». На лицевой стороне медали в центре изображёно Всевидящее око Господне, окружённое сиянием. Внизу вдоль бортика по дуге дата: «19 ФЕВРАЛЯ 1861 г.». На оборотной стороне медали горизонтально расположена надпись в четыре строки:
НЕ НАМЪ,
НЕ НАМЪ,
А ИМЕНИ
ТВОЕМУ.
Надпись на обороте медалей является цитатой из Псалтыря, кафизма 16, Алилуия 113, строка 9:

«Не нам, Господи, не нам, но имени Твоему даждь славу, о милости Твоей и истине Твоей».

Это означает дословно «Не нам, Господи, не нам, но имени Твоему даруй славу, по милости Твоей и по истине Твоей»(Пс. 113:9).
10 мая 1861 года Санкт-Петербургском монетном дворе было отчеканено всего 4 медали.
В Отделе нумизматики Государственного Эрмитажа хранится оттиск данной медали, выполненный в золоте. Известно об единственном сохранившемся оригинальном экземпляре. 22 мая 2010 года данная медаль была выставлена на продажу на аукционе фирмы «Знакъ».

## Порядок ношения
Медаль имела ушко для крепления к петлице (на груди). Лента медали — Александровская, во многих источниках указывается Андреевская лента.